# 山楂树之恋 (话剧)
《山楂树之恋》是中国国家话剧院导演田沁鑫执导的一部话剧，根据艾米创作的长篇爱情小说《山楂树之恋》改编而成。由中国国家话剧院出品、演出，北京凤凰联动戏剧文化有限公司、北京大麦文化传播有限公司、福星全亚文化传媒（上海）有限公司联合出品。于2014年上演。

## 主创
- 出品人：周予援
- 联合出品人：吴又、徐玮
- 制作人：李东、老象
- 原著：艾米
- 编剧：胡靖梵
- 导演：田沁鑫
- 演员
  - 彩旗 饰 静秋
  - 韩东君 饰 老三
  - 艾佳
  - 王欣如

## 演出
本剧预计于2014年7月3日在浙江省桐乡市乌镇大剧院首演。7月8日至16日在北京国家大剧院连演九场。